# Nautilocorystinae
De Nautilocorystinae zijn een onderfamilie van krabben (Brachyura) uit de familie Thiidae.

## Geslachten
De Nautilocorystinae omvat slechts één geslacht: 
- Nautilocorystes H. Milne Edwards, 1837